# فهرست فرودگاه‌های امارات متحده عربی
این مقاله شامل فهرست فرودگاه‌های امارات متحده عربی است که بر پایهٔ مکان قرارگیری آن‌ها مرتب شده‌است.

## فرودگاه‌ها
| شهر                  | ایکائو | یاتا | نام فرودگاه                                                          | مختصات                                                         |
| -------------------- | ------ | ---- | -------------------------------------------------------------------- | -------------------------------------------------------------- |
| ابوظبی               | OMAA   | AUH  | فرودگاه بین‌المللی ابوظبی                                             | ۲۴°۲۵′۴۱″ شمالی ۵۴°۳۸′۴۹″ شرقی / ۲۴٫۴۲۸۰۶°شمالی ۵۴٫۶۴۶۹۴°شرقی  |
| ابوظبی               | OMAD   | AZI  | فرودگاه باتین                                                        |                                                                |
| العین                | OMAL   | AAN  | فرودگاه بین‌المللی العین                                              | ۲۴°۱۵′۴۲″ شمالی ۵۵°۳۶′۳۳″ شرقی / ۲۴٫۲۶۱۶۷°شمالی ۵۵٫۶۰۹۱۷°شرقی  |
| باشگاه فوتبال الظفره | OMAM   |      | فرودگاه الظفره                                                       |                                                                |
| ارزنه                | OMAR   |      | فرودگاه ارزنه                                                        |                                                                |
| بوهاسا               | OMAB   |      | فرودگاه بوهاسا                                                       |                                                                |
| جزیره داس            | OMAS   |      | فرودگاه جزیره داس                                                    |                                                                |
| دبی، امارات          | OMDB   | DXB  | فرودگاه بین‌المللی دبی                                                | ۲۵°۱۵′۱۰″ شمالی ۰۵۵°۲۱′۵۲″ شرقی / ۲۵٫۲۵۲۷۸°شمالی ۵۵٫۳۶۴۴۴°شرقی |
| دبی، امارات          | OMDM   | NHD  | پایگاه هوایی ال می‌نهاد                                               | ۲۵°۰۱′۳۶″ شمالی ۵۵°۲۱′۵۸″ شرقی / ۲۵٫۰۲۶۶۷°شمالی ۵۵٫۳۶۶۱۱°شرقی  |
| دبی، امارات          | OMDW   | DWC  | فرودگاه بین‌المللی آل مکتوم (فرودگاه بین المللی ورلد سنترال سابق دبی) | ۲۴°۵۳′۱۰″ شمالی ۵۵°۱۰′۲۰″ شرقی / ۲۴٫۸۸۶۱۱°شمالی ۵۵٫۱۷۲۲۲°شرقی  |
| فجیره                | OMFJ   | FJR  | فرودگاه بین‌المللی فجیره                                              | ۲۵°۰۶′۴۴″ شمالی ۵۶°۱۹′۲۶″ شرقی / ۲۵٫۱۱۲۲۲°شمالی ۵۶٫۳۲۳۸۹°شرقی  |
| جبل الدانا           | OMAJ   |      | فرودگاه جبل الدانا                                                   |                                                                |
| قرنین                | OMAQ   |      | فرودگاه قرنین                                                        |                                                                |
| رأس‌الخیمه            | OMRK   | RKT  | فرودگاه بین‌المللی راس الخیمه                                         | ۲۵°۳۶′۴۹″ شمالی ۵۵°۵۶′۲۰″ شرقی / ۲۵٫۶۱۳۶۱°شمالی ۵۵٫۹۳۸۸۹°شرقی  |
| شارجه                | OMSJ   | SHJ  | فرودگاه بین‌المللی شارجه                                              | ۲۵°۱۹′۴۳″ شمالی ۰۵۵°۳۱′۰۲″ شرقی / ۲۵٫۳۲۸۶۱°شمالی ۵۵٫۵۱۷۲۲°شرقی |
| زیرکو                | OMAZ   |      | فرودگاه زیرکو                                                        |                                                                |